# Guillaume de Menthonay
Guillaume III. de Menthonay († 9./10. Juli 1406) war von 1394 bis 1406 Bischof von Lausanne.

## Leben
Guillaume wurde erstmals 1361 erwähnt und entstammt der Familie der Herren von Menthonay, die ihren Stammsitz auf der Burg Truchet bei Menthonnex-en-Bornes in Savoyen hatten. Ab 1380 stand er unter der Vormundschaft seines Onkels, des späteren Kardinals Jacques de Menthonay, der seine geistliche Karriere förderte. Er wurde 1382 Kanoniker in Thérouanne, 1386 in Lausanne, 1387 in Reims und 1388 in Paris. 1394 wurde er vom Avignonesischen Papst Clemens VII. zum Bischof von Lausanne ernannt. Der Kandidat des römischen Papstes Bonifatius IX., Johann Münch von Landskron, konnte sich nicht im Bistum durchsetzen. 1397 erreichte er bei Benedikt XIII. die Vereinigung des Chorherren-Priorats von Saint-Marie mit der bischöflichen Mensa und begann bei dem auf dem Berg über Lausanne gelegenen Priorat mit dem Bau eines neuen bischöflichen Schlosses, dem Château Saint-Maire.

## Tod
Am 8. Juli 1406 wurde er von seinem Kammermeister mit einem Weidemesser erstochen. Der Bischof erlag einige Tage später den Verletzungen.